# Gustave Manès
Pour les articles homonymes, voir Manès.
Gustave Manès, né le 6 août 1811 à Saint-Benoît de La Réunion et décédé le 26 avril 1857 à Versailles, est un grand planteur esclavagiste et homme politique de l'île de La Réunion. Il fut maire de Saint-Denis, le chef-lieu, de novembre 1848 à octobre 1849, puis de 1854 à 1855. Il fut aussi délégué du Conseil général de La Réunion de 1855 à 1857. Il est également nommé en 1855 Chevalier de l'ordre impérial de la légion d'honneur,.

## Histoire

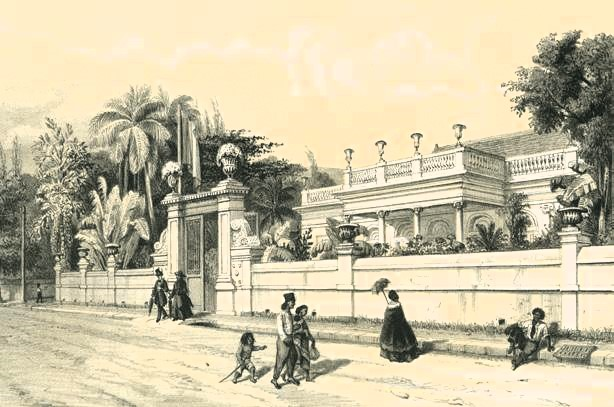
La maison Manès à Saint-Denis en 1849, devenue aujoud'hui le Musée Léon-Dierx.

Le créole Gaëtan Victor Gustave Manès naît le 6 août 1811 à Saint-Benoît, sur l'île Bourbon (ancien nom de La Réunion). Il possédait plusieurs habitations sucrières à Sainte-Marie et Sainte-Suzanne,. En 1848, lors de l'abolition définitive de l'esclavage par la Deuxième République, Gustave Manès reçoit une très grosse indemnité de 137 170 Francs en dédommagement du préjudice causé par l'affranchissement de ses esclaves.
Le 7 octobre 1843, Gustave Manès acquiert une parcelle de 2400 m2 à Saint-Denis, pour y faire construire une luxueuse demeure (actuel musée Léon-Dierx). Œuvre des architectes Félix et Joseph Fraixe, celle-ci est achevée en 1846. La famille Manès y habite jusqu’en 1855, puis la vend à l'industriel et homme politique Georges Imhaus.